# دان كايت
دان كايت (بالإنجليزية: Dan Keat)‏ (28 سبتمبر 1987 في المملكة المتحدة - ) هو لاعب كرة قدم نيوزلندي في مركز الوسط. شارك مع منتخب نيوزيلندا تحت 20 سنة لكرة القدم ومنتخب نيوزيلندا الأولمبي لكرة القدم ومنتخب نيوزيلندا لكرة القدم. أما مع النوادي، فقد لعب مع تيم ويلينغتون ولوس أنجلوس غلاكسي ونادي فالكنبرغ وWestern Suburbs FC ‏ وغايس غوتنبرغ.

## وصلات خارجية
- دان كايت على موقع الاتحاد الدولي (مؤرشف)  (الإنجليزية)
- دان كايت على موقع الدوري الأمريكي (الإنجليزية)
- دان كايت على موقع قاعدة بيانات كرة القدم.إي يو (الإنجليزية)
- دان كايت على موقع ناشيونال فوتبول تيمز (الإنجليزية)
- دان كايت على موقع Soccerway.com (الإنجليزية)